# Georges Claes
Georges Claes (Boutersem, 7 gennaio 1920 – Lovanio, 14 marzo 1994) è stato un ciclista su strada e ciclocrossista belga, professionista dal 1939 al 1953.
Specialista delle Classiche, sia del pavé sia delle Ardenne, vinse due edizioni consecutive della Parigi-Roubaix, 1946 e 1947; fu secondo al Giro delle Fiandre 1942 e alla Freccia Vallone 1943, rispettivamente dietro Briek Schotte e Marcel Kint.
Ottenne molti podi nelle corse in linea belghe e fu un vero mattatore di criterium e kermesse.
Anche suo figlio Georges Claes Junior fu un ciclista professionista.

## Palmarès
- 1939 (dilettanti)

Anversa-Liegi Indipendenti
- 1941 (Dilecta, due vittorie)

Dr Tistaertprijs Grand Prix Zottegem
Tour d'Hesbaye à Landen - Ronde van Haspengouw
3ª tappa Circuit de Belgique (La Louvière > Brussels)
Classifica generale Circuit de Belgique
- 1942 (Helyett & Thompson, due vittorie)

Grote 1 Mei-Prijs - Ereprijs Victor De Bruyne
Tour d'Hesbaye à Landen - Ronde van Haspengouw
Stadsprijs Geraardsbergen
- 1946 (Rochet-Dunlop, una vittoria)

Parigi-Roubaix
- 1947 (Rochet-Dunlop & Thompson, due vittorie)

Parigi-Roubaix
Tour du Limbourg
- 1949 (Garin, tre vittorie)

Ronde van Brabant
Circuit de Flandre orientale
Omloop der Zuid-West-Vlaamse Bergen

### Altri successi
- 1939 (Dilecta)

Criterium di Rotterdam-Feyenoord
Criterium di Bienne
- 1941 (Dilecta)

Criterium di Kemzeke
Criterium di Kessel-Lo
Criterium di Shelle
Criterium de Liège
- 1942 (Helyett & Thompson)

Grand Prix Wingene - Kampioenschap van West-Vlaanderen (Criterium)
Grand Prix Stadt-Sint Niklaas (Criterium)
Criterium di Kemzeke
Criterium di Kessel-Lo
Criterium di Destelbergen
Criterium di La Louviere
Criterium di Louvain
- 1943 (Helyett)

Grand Prix Stadt-Sint Niklaas (Criterium)
Criterium di Diest
Criterium di Ertvelde
Criterium di Hasselt
- 1944 (A.Trialoux-Wolber)

Grand Prix Antwerpen - Criterium di Anversa
Tienen-Potterie
Kermesse di Deinze
Kermesse di Strijpen
Kermesse di Tongeren
Kermesse di Zepperen
Kermesse di Ophasselt
Kermesse di Roosbeek
- 1946 (Rochet-Dunlop)

Grand Prix Masson à Bierset (Criterium)
Criterium di Beringen
Criterium di Lummen
- 1947 (Rochet-Dunlop & Thompson)

1ª tappa Grand Prix des Routiers Prior (Westerlo > Bosvoorde, cronosquadre)
Criterium di Paal
Kermesse di Kortenberg
- 1948 (Rochet-Dunlop & Thompson)

Criterium di Boortmeerbeek
- 1949 (Garin)

Criterium di Aarschot
Criterium di Eisden
Criterium di Sint-Pieters-Lille
Criterium di Lubbeek
Criterium di Tienen
Kermesse di Itegem
- 1950 (Garin)

Criterium di Arendonk
Criterium di Boutersem
- 1951 (Garin)

Criterium di Lot
Kermesse di Deurne

## Piazzamenti

### Classiche monumento
- Milano-Sanremo

1949: 18º
- Giro delle Fiandre

1942: 2º
1944: 10º
1946: 8º
1947: 8º
1948: 11º
- Parigi-Roubaix

1939: 40º
1944: 6º
1946: vincitore
1947: vincitore
1948: 3º
1949: 52º
1950: 9º
1951: ritirato
1952: ritirato
1953: ritirato
- Liegi-Bastogne-Liegi

1943: 21º